# Contea di Huidong
La contea di Huidong (惠东县S, Huìdōng XiànP) è una contea della Cina, situata nella provincia del Guangdong e amministrata dalla prefettura di Huizhou.